# Beautiful (2000)
Beautiful ist eine US-amerikanische Filmkomödie von Sally Field aus dem Jahr 2000.

## Handlung
Mona Hibbard wächst in einer Kleinstadt in Illinois auf. Sie träumt davon, eines Tages zur „Miss American Miss“ gewählt zu werden. Da ihr Stiefvater sie nachts belästigt und sie sich von ihrer Mutter nicht beschützt fühlt, sucht sie sich eine Pflegefamilie bei Ruby. Diese ist eine unscheinbare Schulkameradin, die sich ihr anschließt, weil Mona ihr gegen rüpelhafte Mitschüler beisteht und Rubys Nähkünste lobt. Forthin schneidert Ruby für Mona die für deren regionalen Schönheitswettkämpfe benötigten Kleider.
Hibbard wird von ihrem Freund schwanger, eine „Miss American Miss“ muss jedoch kinderlos sein. Sie übergibt das Baby ihrer Freundin Ruby und widmet sich weiter der Karriere. Mit Rubys Hilfe studiert sie die Anforderungen, die die US-amerikanische Öffentlichkeit an eine Schönheitskönigin stellt. Mit Heuchelei und Intrigen gelingt es ihnen, dass Mona in den regionalen Vorentscheidungen immer weiter vorankommt. Dabei schreckt sie nicht einmal vor tätlichen Angriffen auf ihre Konkurrentinnen zurück, was ihr einen gewissen Ruf diesbezüglich in den Medien verschafft. Schließlich wird sie „Miss Illinois“.
Ruby, die von Beruf Krankenschwester ist, kümmert sich rührend um Vanessa (Monas Tochter). Durch die liebevolle Erziehung entwickelt diese sich zu einem intelligenten, selbständigen siebenjährigen Kind, dessen Ziel es ist, Profifußballerin zu werden. Sie mag ihre „Tante“ Mona nicht, unterstützt sie jedoch bei ihren Miss-Wahl-Plänen, indem sie ihren Alltag fotografiert, da Ruby ihr sagte, Mona sei dann für längere Zeit fort.
Eines Tages wird eine von Rubys Patientinnen im Krankenhaus tot aufgefunden: Sie ist an einer Überdosis Tabletten gestorben, die sie sich selbst angesammelt hatte. Die Polizei geht davon aus, dass Ruby die Frau absichtlich getötet hat. Sie wird inhaftiert und von dortan muss Mona sich um ihr Kind kümmern.
Sie bemüht sich, eine gute „Ersatzmutter“ für Vanessa zu sein, die sich sehr nach Ruby sehnt. Als Monas Versuche, ihre Stiefschwester Ruby aus dem Gefängnis zu holen, fehlschlagen, muss sie sich wohl oder übel damit abfinden, alleine mit Vanessa zusammenzuwohnen, ihr Essen zu machen und sie vom Fußballtraining abzuholen.
Es gelingt Mona („Miss Illinois“), am Wettbewerb zur Wahl der „Miss American Miss“ teilzunehmen, das bedeutet, sie muss mit allen anderen Missen in ein Hotel ziehen. Sie versucht, ihre Mutter dazu zu bringen, sie zur Wahl zu begleiten, doch die weigert sich mit der Begründung, Mona hätte sich nie um jemand anderes als sich selbst gekümmert und nun solle sie ihre Suppe alleine auslöffeln.
Mona zieht mit Vanessa in das Hotel und es gelingt ihr, sie bis kurz vor dem Finale geheim zu halten, bzw. ihre Abstammung zu verschleiern. Sie entwickelt eine immer stärkere Zuneigung zu ihrer Tochter, und als Vanessa sie bittet, ihr zu sagen, zu wem sie gehört, gesteht Mona und bittet sie, beim Finale auf den für die Familie reservierten Plätzen zu sitzen. Sie kommt dieser Bitte nach.
Eine besonders aufdringliche Reporterin setzt derweil alle Hebel in Bewegung, um die wahre Beziehung von Mona zu Vanessa herauszufinden, was ihr schlussendlich gelingt. Sie wartet vor dem Saal, in dem die Misswahl stattfindet, und möchte vor laufenden Kameras das Geheimnis um Miss Illinois lüften.
Derweil wird im Saal die Fragerunde eröffnet, die ohne Probleme verläuft – bis zu Monas Auftritt. Auf die Frage „Welche Ihrer Eigenschaften schätzen Sie an sich am meisten?“, möchte Mona zunächst mit ‚Ehrlichkeit‘ antworten, doch als sie in Vanessas Gesicht blickt, bricht die Wahrheit aus ihr heraus. Sie steht zu ihrer Tochter und sagt, dass auch Mütter schön sind, nimmt Vanessa auf den Arm und möchte mit ihr den Saal verlassen. Die Türen bleiben allerdings verschlossen und Mona wird zurück auf die Bühne gebeten. Das Zuschauervoting beginnt. Viele Mütter, die sich die Miss-Wahl ansehen, sind begeistert von Monas Ansprache und rufen für sie an. Mona gewinnt die Wahl und wird zur „Miss American Miss“ gewählt. Ruby und die anderen Gefängnisinsassinnen jubeln.
Am Ende des Films fahren Mona und Vanessa in einem neuen Auto vor und holen Ruby aus dem Gefängnis, nachdem sich der Verdacht auf Sterbehilfe als unbegründet herausgestellt hatte.

## Kritiken
James Berardinelli schrieb auf ReelViews, der Film sei „elend fade“ („wretchedly insipid“) und wirke wie eine Verspottung des eigenen Titels. Berardinelli spottete in einem Wortspiel, der Film sei nicht nur „hässlich“ („ugly“), sondern derart „hässlich“, dass man an den Film Coyote Ugly denke. Die Handlung sei „uninspiriert“ und „nicht inspirierend“. Verglichen mit diesem Film, wirke der sentimentalste für das Fernsehen produzierte „Dreck“ („crap“) subtil. Der Film habe keine „Anmut“ und keinen „Charme“; er sei Manipulation pur.

„Eine recht unterhaltsame Geschichte, der allerdings der Mut zur entscheidenden Komödie fehlt und deren Konflikte sich allesamt in Wohlgefallen auflösen. Auch die Vielzahl der angesprochenen Probleme wird zur Fußnote degradiert.“

„Minnie Driver […] zettelt zwar einen amüsanten Zickenterror an. Doch insgesamt mangelt’s an Biss und Bösartigkeiten, zumal die Story am Ende in ein seichtes Mutter-Kind-Drama abrutscht. Schade, denn so wird man das Regiedebüt der Hollywood-Aktrice Sally Field schnell vergessen. Fazit: Betulich-brave Miss-Wahl-Satire.“

## Auszeichnungen
Hallie Kate Eisenberg wurde im Jahr 2001 für den Young Artist Award nominiert.

## Hintergrund
Der Film wurde in Los Angeles mit einem Budget von schätzungsweise 9 Millionen US-Dollar gedreht. Er hatte seine Weltpremiere am 11. September 2000 auf dem Toronto Film Festival. Der Film spielte in den Kinos der USA ca. 3,06 Millionen US-Dollar ein.